# Pseudemys alabamensis
La tortuga de vientre rojo de Alabama (Pseudemys alabamensis) es una especie de tortuga de la familia Emydidae originaria de Alabama. Es un endemismo de Estados Unidos y es el reptil oficial del estado de Alabama.
Habita las aguas salobres del delta de Mobile, en los condados de Mobile y Baldwin. Se alimenta de una gran cantidad de vegetación acuática sumergida y se puede encontrar tomando el sol en los troncos. La anidación de la tortuga de vientre rojo se produce entre mayo y julio. Las hembras ponen sus huevos en tierra firme, la excavación de los nidos en el suelo arenoso, donde de 4 a 9 huevos son depositados. Las crías suelen surgir durante el verano. Sin embargo, cuando las tortugas anidan a finales de julio, las crías puede pasar el invierno en el nido y salir en la primavera siguiente. En junio de 2009 fue observada esta especie en la parte central de Alabama, en la región del Condado de Elmore.

## Galería de imágenes

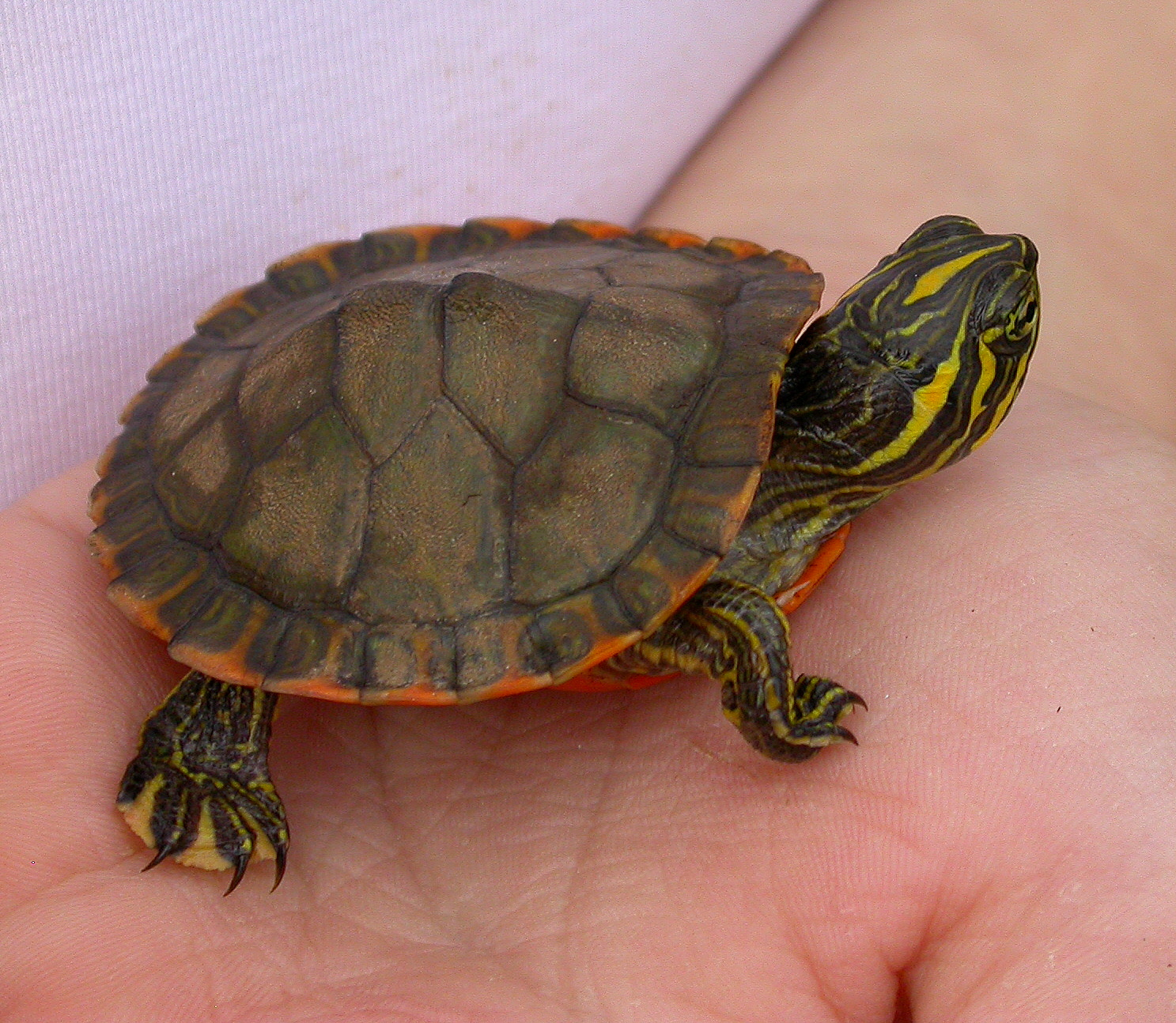
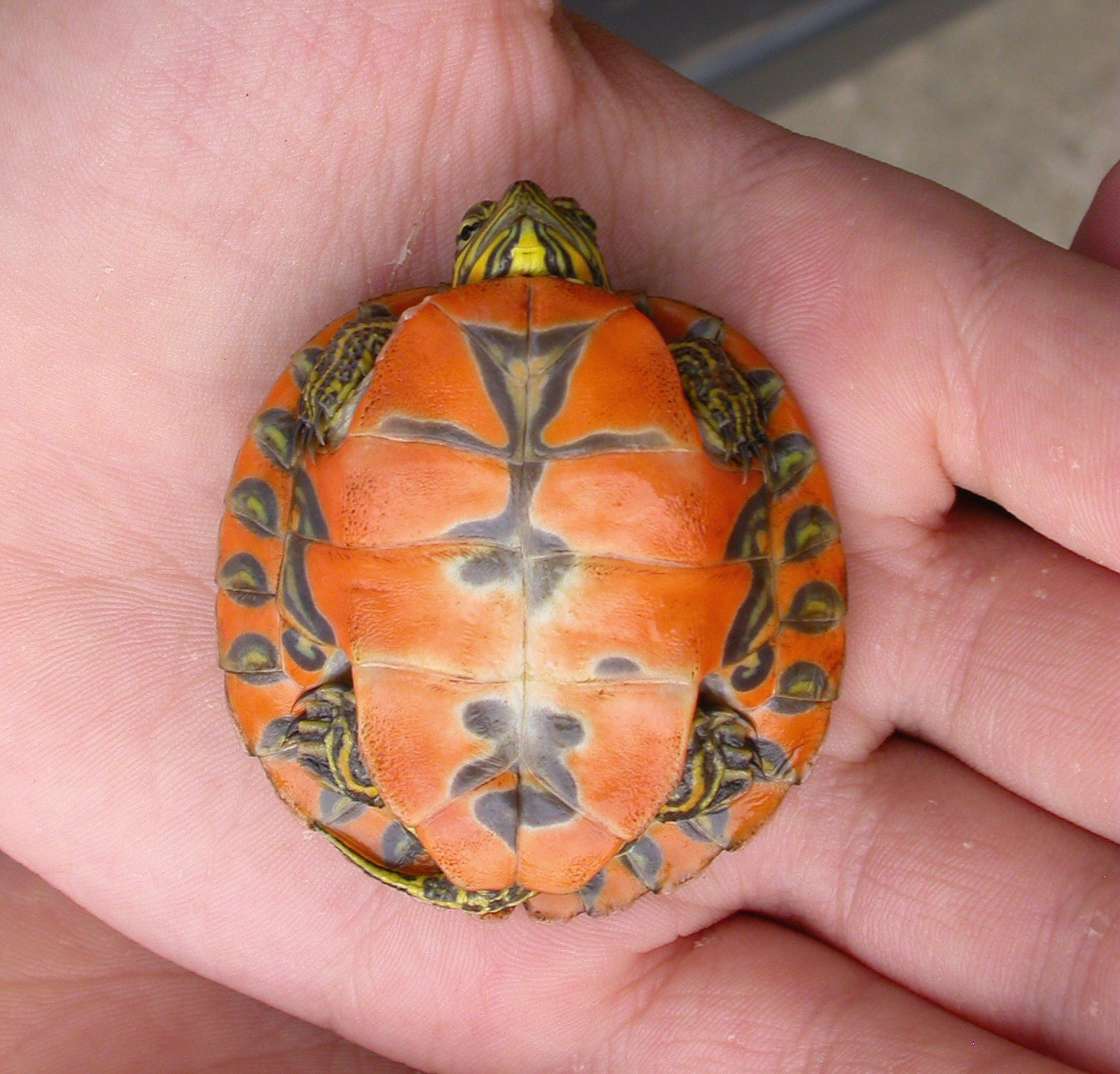
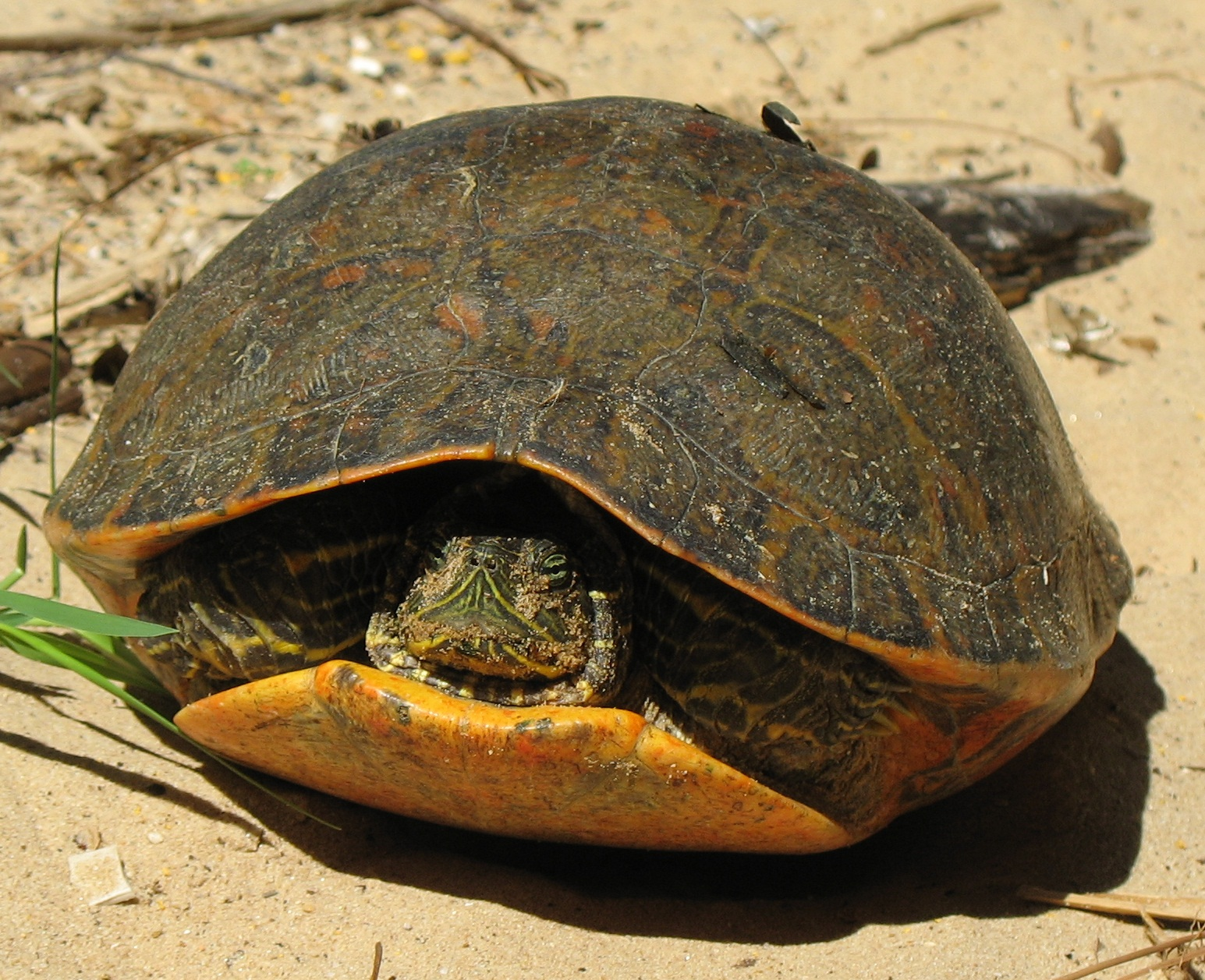
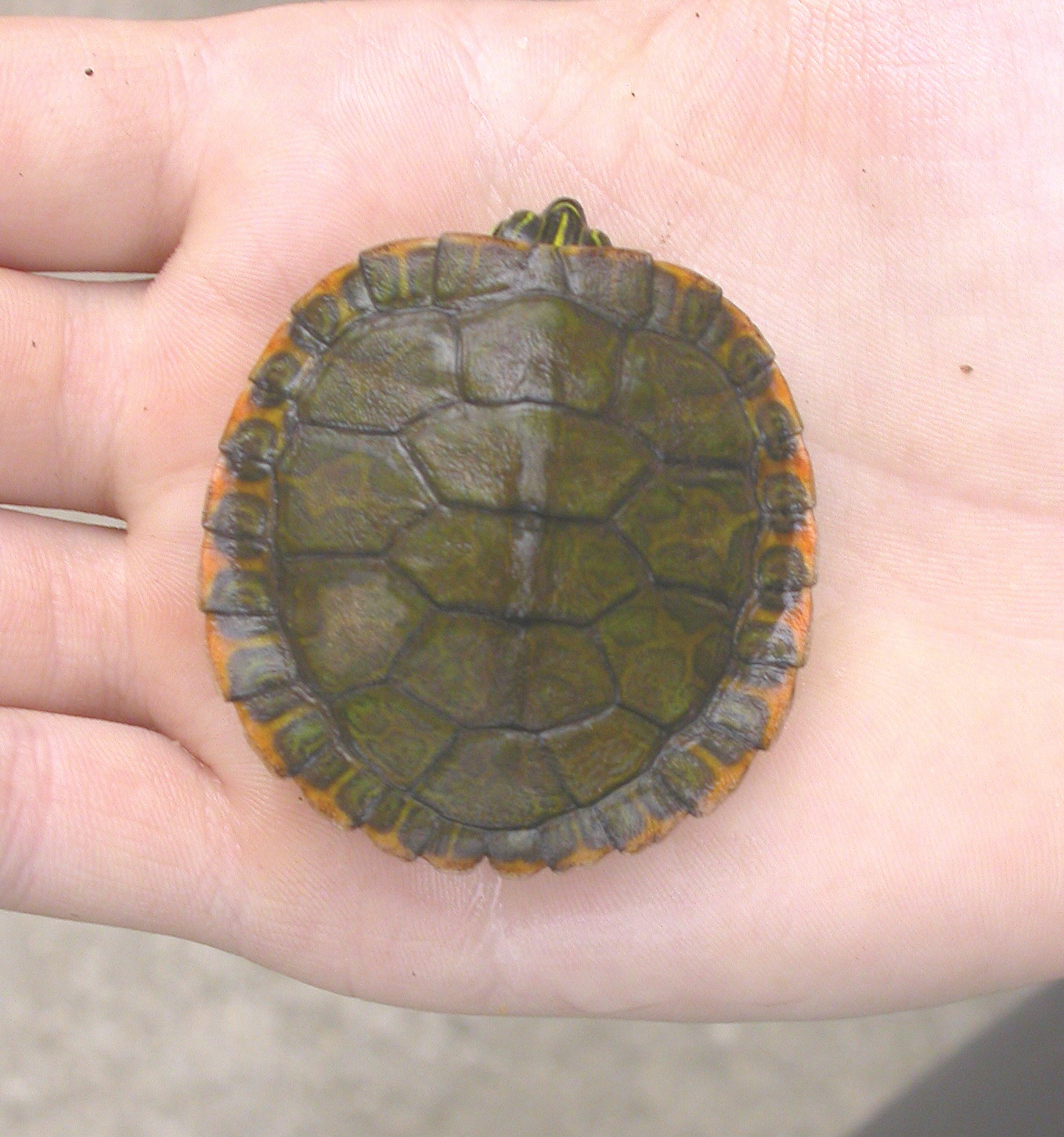